# Tenuinaclia melancholica
Tenuinaclia melancholica là một loài bướm đêm thuộc phân họ Arctiinae, họ Erebidae.